# 川本町 (埼玉県)
川本町 （かわもとまち） は、かつて埼玉県の北部に存在した町。大里郡に属していた。
2006年1月1日に深谷市、岡部町、花園町と合併し深谷市となった。

## 地理
町の中心を荒川が流れ、北部を国道140号、国道140号バイパスと秩父鉄道が東西に走っていた。町の南北を2本の橋（植松橋・重忠橋）で結んでいた。

### 隣接していた自治体
- 熊谷市
- 深谷市
- 大里郡
  - 江南町
  - 花園町
  - 寄居町
- 比企郡
  - 嵐山町

## 歴史
- 1869年（明治2年）1月28日 (旧暦) - 武蔵知県事・宮原忠治の管轄区域をもって大宮県が発足（県庁は日本橋馬喰町）。ほか旧町域では忍県に属した村もあり。
- 1869年（明治2年）9月29日 (旧暦) - 県庁が浦和に移転し、大宮県から浦和県に改称。
- 1871年（明治4年）11月14日 (旧暦) - 浦和県・忍県・岩槻県の3県が合併して埼玉県が誕生。
- 1889年4月1日 - 町村制施行。長在家村・明戸村・瀬山村・田中村・上原村・菅沼村が合併し、榛沢郡武川村となる。本田村・畠山村が合併し、男衾郡本畠村となる。
- 1896年3月29日 - 榛沢郡・男衾郡が幡羅郡とともに大里郡へ編入され、大里郡武川村、大里郡本畠村となる。
- 1955年2月11日 - 武川村・本畠村が合併し、大里郡川本村となる。
- 1977年2月11日 - 町制施行し川本町となる。
- 2006年1月1日 - （旧）深谷市、岡部町、花園町と合併して深谷市となる。

## 教育
- 埼玉県立川本高等学校
- 川本町立川本中学校
- 川本町立川本北小学校
- 川本町立川本南小学校

## 交通

### 道路
- 国道
  - 国道140号
  - 国道140号バイパス （道の駅かわもと）
- 県道
  - 埼玉県道69号深谷嵐山線
  - 埼玉県道81号熊谷寄居線

### 鉄道

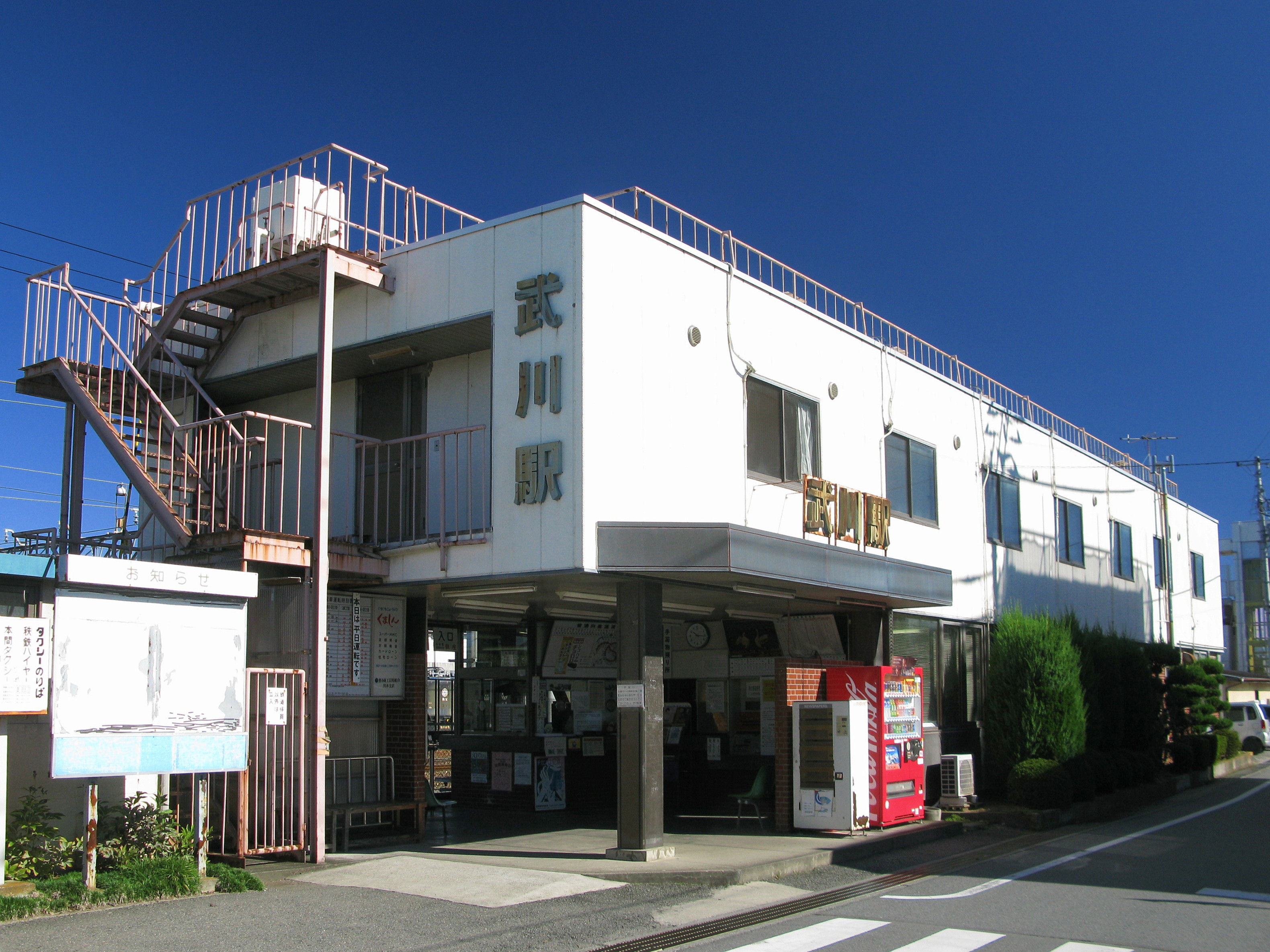
武川駅

- 秩父鉄道
  - 秩父本線：武川駅 - 明戸駅

### 路線バス
武川駅より川本町循環バス

## 名所・旧跡・観光スポット・祭事・催事
- 畠山重忠公史跡公園